# Józef Zyberg
Józef Zyberg (Sieberg zu Wischling) herbu własnego (zm. w 1817 roku) – podkomorzy inflancki w latach 1775–1817, starosta talicki.
Jako poseł na sejm elekcyjny był elektorem Stanisława Augusta Poniatowskiego z Księstwa Inflanckiego w 1764 roku.
W 1792 roku odznaczony Orderem Orła Białego.